# Гражданские партнёрства на Украине
Регистрированные (гражданские) партнёрства на Украине как разнополые, так и однополые семейные союзы пока не предусмотрены действующим законодательством. 7 марта 2023 года в Верховную Раду Украины был внесён законопроект о внедрении возможности регистрации гражданских партнёрств. Регистрируемое партнёрство определит правовой статус партнёров, права и обязанности, правовой режим имущества, право наследования, социальную защиту партнёров, права в случае смерти или исчезновения партнёра. Регистрируемое партнёрство не является браком и в этом институте отсутствует право совместного усыновления и опеки над детьми.
Вопрос о внедрении гражданских партнёрств особенно обострился после начала процесса вступления Украины в Европейский Союз в 2022 году и российского широкомасштабного вторжения на Украину во время российско-украинской войны. В марте 2023 года была зарегистрирована петиция за регистрируемые партнёрства для однополых и разнополых пар, в поддержку законопроекта № 9103 «Об институте регистрируемых партнёрств», в апреле 2023 года она набрала 25 тысяч подписей. В мае 2023 года Президент Украины Владимир Зеленский ответил на петицию, отметив, что Министерство юстиции Украины работает над законодательным введением института гражданского партнёрства на Украине ради устранения дискриминационных положений, нарушающих имущественные и неимущественные права партнёров, которые не могут регистрировать брак. По состоянию на август 2024 года законопроект поддержали пять парламентских комитетов.
14 мая 2025 года правительством была одобрена дорожная карта при вступлении в ЕС, в частности п. 3.11 предусмотрена разработка и принятие закона, определяющего правовой статус регистрируемых партнерств со сроком исполнения в III квартале 2025 года.
Опросы 2020-х годов показывают, что большинство украинцев скорее поддерживают внедрение однополых зарегистрированных партнёрств. Отдельно, в ЛГБТ-сообществе Украины есть опасения, что появление института гражданских партнёрств сделает перспективу внедрения однополых браков на Украине недостижимым.

## История
На Украине законодательство не предусматривает возможности регистрации зарегистрированного партнёрства для разнополых или однополых пар. Однако согласно части 2 статьи 21 Семейного кодекса Украины зарегистрированный брак допускается только между разнополыми лицами. Потому правовых оснований для легализации однополых браков на Украине нет. С другой стороны, разнополые пары, живущие вместе и проживающие вместе, могут подтвердить свой фактический брак, не регистрируя свои отношения в государственных органах. Однако этот статус связан с определёнными рисками и недостатками, поскольку фактический брак не даёт партнёрам все права и обязанности, которые даёт брак.
Что касается возможности регистрации разнополых пар на Украине, то предусматривающий такую возможность законопроект был подготовлен, но до сих пор не принят парламентом, из проекта плана действий исчезло слово «однополые». для реализации национальной стратегии сегодня, что может свидетельствовать об отсутствии ближайших планов по легализации однополых партнёрств.
На рассмотрении в Европейском суде по правам человека (ЕСПЧ) находилась первая жалоба гомосексуальной пары против Украины . Истцы считают, что подверглись нарушениям статей 14 и 8 Конвенции о защите прав человека, а также они подчёркивают, что испытывают преследование из-за своей сексуальной ориентации. Как отметили в Украинском Хельсинкском союзе по правам человека, адвокаты которого представляют интересы истцов в суде, сейчас рассмотрение жалобы находится на стадии коммуникации. Юристы готовят ключевые аргументы в доказательство того, что права заявителей были нарушены, а правительство Украины, ознакомившись с делом, должно предоставить ЕСПЧ по нему свои замечания. В случае, если Европейский суд по правам человека вынесет решение в пользу заявителей, это обяжет Украину усовершенствовать законодательство, защищающее права геев, лесбиянок и трансгендерных лиц. Также это позволит другим однополым парам обращаться за защитой в ЕСПЧ. Правозащитники отметили, что не могут предусмотреть окончательное решение суда, но в предыдущем аналогичном деле Олиари и другие против Италии ЕСПЧ признал нарушение государством прав человека, после чего Парламент Италии принял закон о зарегистрированном гражданском партнёрстве для однополых пар.
1 июня 2023 года ЕСПЧ принял решение по делу Андрея Маймулахина и Андрея Маркива. ЕСПЧ признал, что отсутствие на Украине законодательного регулирования отношений однополых пар является нарушением статьи 8 (право на личную семейную жизнь) и 14 (запрет дискриминации) Европейской конвенции по правам человека. Каждому из заявителей суд присудил 5000 евро компенсации.

### Предпосылки
В рамках реализации норм соглашения о национальной стратегии в области прав человека в рамках ассоциации с Европейским Союзом, правительство взяло на себя обязательство реализовать механизм реализации возможности заключения гражданских партнёрств между двумя совершеннолетними людьми, независимо от их пола.
Этот пункт был запланирован в рамках Национальной стратегии в области прав человека на период до 2020 года, но так и не был исполнен.
В проекте плана действий по реализации Национальной стратегии на 2021—2023 годы, который разрабатывается, слово «однополые» исчезло. Если это было сделано с целью уменьшения протеста, я не могу согласиться с этой позицией. Равенство перед законом и правами человека должно быть приоритетом, а не подвергаться политическим или социальным давлениям.

### Петиции
В июне 2022 года на сайте Президента Украины была зарегистрирована петиция о введении однополых браков на Украине, которая набрала более 28,5 тысяч подписей   и была рассмотрена в августе 2022 года Владимиром Зеленским, однако была отклонена из-за невозможности внесения изменений в Конституцию Украины во время военного положения в условиях широкомасштабного вторжения России на Украину во время российско-украинской войны.
После внесения в Верховную Раду Украины законопроекта № 9103 «Об институте регистрируемых партнёрств» 28 марта 2023 года была создана петиция по поддержке законопроекта, набравшая 26 апреля 2023 года необходимые 25 тысяч подписей для рассмотрения. 26 мая 2023 года Президент Украины Владимир Зеленский ответил на петицию, отметив, что Министерство юстиции Украины уже работает над законодательным введением института гражданского партнёрства на Украине ради устранения дискриминационных положений, нарушающих имущественные и неимущественные права партнёров, которые не могут регистрировать брак.

### Законопроект 9103
Согласно предлагаемому законопроекту гражданское партнёрство предусматривает ряд прав и возможностей для партнёров. В частности, оно предусматривает общее владение имуществом, приобретённым во время существования партнёрства, а также возможность наследования имущества одного из партнёров после его смерти. Партнёры также будут иметь право на социальные выплаты от государства в случае тяжёлой болезни или смерти партнёра. Кроме того, гражданское партнёрство предусматривает права на наследство от партнёра, которые были бы оговорены для супругов в обычном браке. Это позволит партнёрам защитить свои права и интересы, если их партнёрство будет официально признано государством.
В частности для военных эти пункты особенно важны и актуальны. Поскольку они могут быть отделены от своих семей на длительное время, гражданское партнёрство позволит им иметь законную поддержку и защиту своих прав на имущество и социальные выплаты в случае необходимости.
В мае 2023 законопроект единогласно поддержали два парламентских комитета. В октябре 2023 года законопроект о зарегистрированных партнерствах поддержали Министерство обороны Украины и Министерство юстиции Украины.
9 августа 2024 года комитет Верховной Рады по вопросам здоровья нации, медицинской помощи и медицинского страхования поддержал законопроект № 9103 о гражданских партнерствах.

## Детали законопроекта
Согласно пояснительной записке к законопроекту, документ будет состоять из пяти разделов:
- Раздел I «Общие положения» определяет понятие регистрируемого партнёрства, устанавливает основные принципы его регулирования, закрепляет положения о договоре регистрируемого партнёрства, определяет основы регулирования регистрируемых партнёрств, заключённых в соответствии с правом иностранного государства.
- Раздел II «Правовой статус, права и обязанности регистрируемых партнёров» закрепляет личные неимущественные права и обязанности регистрируемых партнёров, в частности права партнёра в случае смерти или пропажи без вести другого из регистрируемых партнёров, положения о правовом режиме имущества регистрируемых партнёров, определяет правила наследования регистрируемыми партнёрами по закону и по завещанию, устанавливает основы социальной защиты регистрируемых партнёров.
- Раздел III «Порядок проведения и правовые последствия государственной регистрации регистрируемых партнёрств» определяет субъектов проведения государственной регистрации регистрируемого партнёрства, какие документы представляются для регистрации, в каком порядке производится регистрация, место и сроки проведения регистрации и правовые последствия государственной регистрации партнёрства.
- Раздел IV «Порядок признания недействительными и прекращение регистрируемых партнёрств» определяет основания и порядок признания партнёрств недействительными как органом государственной регистрации актов гражданского состояния, так и судом, правовые последствия недействительности, а также порядок прекращения регистрируемого партнёрства в том числе вследствие его расторжения.
- Раздел V «Заключительные положения» устанавливает сроки вступления в силу Закона и вносит изменения в ряд других законов для согласования их положений с текстом настоящего Закона.

## Общественное мнение
Опросы 2020-х годов показывают, что большинство украинцев скорее поддерживают внедрение однополых зарегистрированных партнёрств. Согласно исследованию Киевского международного института социологии в мае 2022 года более половины (64%) соглашаются, что ЛГБТ-люди должны иметь такие же права, как и другие граждане. Против идеи регистрируемого партнёрства ЛГБТ-людей без права совместного усыновления не возражают 50,7% опрошенных. Почти 41,9% затрудняются, и 7,4% затруднились ответить.
Согласно опросу Центра социальных экспертиз Института социологии НАН Украины за 2022 год, за последние десять лет уровень поддержки однополых браков на Украине вырос почти вдвое. В 2022 году 53% опрошенных поддерживали это право, в то время как в 2013 году «за» проголосовали 33%.

## Критика
Несмотря на то, что гражданские партнёрства являются нормой во многих странах, на Украине они до сих пор не были легализованы из-за протеста со стороны некоторых областных и городских советов, религиозных организаций и общественных организаций типа «Любовь против гомосексуализма».
Татьяна Касьян отмечает, что в ЛГБТ-сообществе Украины есть опасения, что появление института гражданских партнёрств сделает перспективу легализации однополых браков на Украине недостижимой, ведь, например, Швейцария ввела гражданские партнёрства в 2007 году, а однополые браки — только в 2022 году.